# Daphne (planetka)
(41) Daphne je planetka nacházející se v hlavním pásu asteroidů. Její průměr činí asi 174 km. Byla objevena 22. května 1856 německo-francouzským astronomem H. Goldschmidtem.